# Isn't Life Wonderful
Isn't Life Wonderful? é um filme mudo norte-americano de 1924, dirigido por D.W. Griffith para sua empresa D. W. Griffith Productions e distribuído por United Artists. Foi baseado no romance de Geoffrey Moss e foi sob o título alternativo Down.
A maioria das cenas foram filmadas na Alemanha e na Áustria. Apenas um foi filmado em Nova Iorque, no estúdio. O filme foi estrelado por Carol Dempster e Neil Hamilton. O filme foi um fracasso de bilheteria e levou o Griffith a deixar United Artists logo após sua execução nos cinemas.

## Elenco
- Carol Dempster
- Neil Hamilton
- Erville Alderson
- Helen Lowell
- Marcia Harris
- Frank Puglia
- Hans Adalbert Schlettow
- Paul Rehkopf
- Walter Plimmer
- Lupino Lane
- Robert Scholtz
- Dick Sutherland
- Louis Wolheim